# Liste des véhicules hippomobiles
- Haut – A
- B
- C
- D
- E
- F
- G
- H
- I
- J
- K
- L
- M
- N
- O
- P
- Q
- R
- S
- T
- U
- V
- W
- X
- Y
- Z

Véhicules hippomobiles:

## A
- américaine ou phaéton puis spider
- araignée

## B
- bagnole : sorte de calèche.
- barouche : c’est le nom de la calèche, utilisé en Angleterre, et plus spécialement la calèche à huit ressorts.
- basterne : litière antique (du latin basterna), sous forme de caisse fermée, portée sur le dos de deux mulets ou chevaux, respectivement brancardés à l'avant et l'arrière.
- bénar : gros chariot servant au transport des céréales ou des betteraves, disposant de quatre roues, dont les deux roues directrices de l'avant sont de diamètre inférieur aux deux roues arrière.
- benna (une) : chariot gaulois.
- berline, berline : véhicule hippomobile suspendu, fermé, à quatre places apparu à la fin du XVIIe siècle.
- berlingot : voiture hippomobile semblable au coupé : deux roues, deux places côte à côte à l'intérieur. Une glace fermait la partie avant.
- bérot : petite voiture hippomobile.
- bige : char antique à deux roues, attelé de deux chevaux de front, généralement utilisé pour les courses.
- binard
- boquet ou buggy : voiture hippomobile légère, ouverte, à deux roues et deux places, inventée vers 1777 par le carrossier Boquet.
- break (hippomobile), break : voiture hippomobile à quatre roues, découverte.
- briska : calèche légère à 4 roues, d'origine autrichienne, à la caisse en osier, qui servait de véhicule de voyage à la fin du XVIIIe siècle et au XIXe siècle.
- briska de poste, 4 roues
- brougham : voiture hippomobile proche du coupé de ville.

## C
- cab, voiture dont le cocher est placé à arrière.
- cab français (hippomobile)
- cabriolet (hippomobile), cabriolet 2 roues,
- caisson
- calèche, calèche
- camion, camion
- carpentum, voiture à deux roues, à caisse rectangulaire, parfois fermée, en usage dans la Rome antique.
- carrick (hippomobile)
- carriole
- carrosse, carrosse, 4 roues
  - carrosses à cinq sols, premier service de transports en commun urbains (1662)
- chaise (hippomobile)
- chaise de poste
- char, 2 roues
- char à bancs, 4 roues,
- char marathon
- chariot
- chariot bâché ou Schooner
- chariot fournil
- charrette, 2 roues,
- charrette de roulage, 4 roues,
- citadine (hippomobile)
- clarence (hippomobile)
- coche
- conestoga (hippomobile)
- corbillard
- coucou
- coupé, voiture fermé à quatre roues
- coureuse

## D
- Dames blanches, nom de la première compagnie de voitures publiques, plus tard appelées omnibus
- demi-fortune (hippomobile), voiture bourgeoise à quatre roues, tirée par un seul cheval. Voiture ainsi dite, parce qu'elle suppose que le possesseur n'est qu'à demi riche.
- désobligeante, voiture à une place
- diligence, voiture à 4 roues
- dogcart
- dormeuse
- dorsay
- dos-à-dos
- drojki
- duc

## E
- écossaise
- ekka (parfois transcrit hecca1, ecka ou ekkha), véhicule généralement hippomobile, tracté par un unique animal, et utilisé dans le nord de l'Inde.

## F
- fardier (hippomobile)
- fiacre (hippomobile), voiture à 4 roues
- fourgon (hippomobile)
- fourgon de déménagement
- fourragère (hippomobile)

## G
- Gig
- gondole
- Governess cart (demi-tonneau)

## H
- haquet (hippomobile), voiture à 2 roues
- huit-ressorts, d’après le type de suspension le plus perfectionné, qualifie divers types de voitures hippomobiles ainsi équipées.

## J
- jardinière (hippomobile)

## K
- kibitka

## L
- laitière (hippomobile)
- landau (hippomobile), 4 roues, 2 capotes
- landaulet
- limousine (hippomobile)

## M
- machine à goudronner
- mail coach
- malle-poste
- maringotte
- milord
- marathon, voir char marathon

## O
- omnibus, 4 roues

## P
- patache (hippomobile)
- petit duc
- phaéton ou américaine puis spider
- prolonge d'artillerie

## Q
- quadrige, char de course à quatre chevaux côte à côte.

## R
- Râteau à foin
- rhéda : char romain à quatre roues
- rockaway
- roulotte, 4 roues
- runabout

## S
- sarracum
- schooner ou chariot bâché
- sédiole
- sociable (hippomobile)
- spider (auparavant phaéton et américaine)
- squelette (hippomobile)
- sulky, 2 roues

## T
- tandem (hippomobile)
- tapissière (hippomobile)
- tarantass : russe
- tartane, 2 roues
- tatchanka
- télègue
- tilbury (hippomobile), 2 roues
- tombereau, 2 roues
- tonneau
- traineau (hippomobile)
- tramway (hippomobile)
- travois : traineau indien
- tricycle (hippomobile)
- trige : chariot tiré par trois chevaux
- triqueballe
- trois-quarts (hippomobile)
- troïka (hippomobile) : attelage à roues ou traineau
- turgotine

## V
- verdine
- victoria (hippomobile)
- vis-à-vis (hippomobile)
- voiture cellulaire (hippomobile)
- voiture postale, à deux roues, de l'Antiquité romaine.

## W
- wagon (hippomobile), 4 roues (ex. pour la construction du barrage de la Chartreuse de Vaucluse)
- wagonnette (dans un contexte anglo-saxon)
- whisky ou wiski
- wurst (hippomobile)